# Климчук, Юрий Сергеевич
Ю́рий Серге́евич Климчу́к (укр. Юрій Сергійович Климчук; род. 5 мая 1997, Киев) — украинский футболист, полузащитник ковалёвского «Колоса».

## Биография
В одиннадцатилетнем возрасте поступил в академию «Динамо» (Киев), в которой занимался в группе Юрия Леня. Через полтора года продолжил обучение в киевском «Локомотиве» под руководством Владимира Викторовича Новиченко. В 2010 году начал выступления в ДЮФЛ за киевский «Атлет». Всего в ДЮФЛ провел 62 игры и забил 17 голов.
В 2015 году в составе киевского Локомотива играл в первенстве Киева, где был замечен тренером молодежного состава «Стали» Сергеем Шищенко и после непродолжительного просмотра подписал с клубом свой первый профессиональный контракт. В 2016 году начал выступления за молодежный состав клуба из Каменского, а в апреле 2017 дебютировал в основном составе в матче против кропивницкой «Звезды».